# Stephanopis nigra
Stephanopis nigra es una especie de araña del género Stephanopis, familia Thomisidae.

## Distribución
Se distribuye por Australia (Queensland, Nueva Gales del Sur, Tasmania).

## Taxonomía
Fue descrita por O. Pickard-Cambridge en 1869.
Tratamiento taxonómico
La especie aparece registrada y publicada en Descriptions and sketches of some new species of Araneida, with characters of a new genus. Annals and Magazine of Natural History (4) 3(13): 52–74, pl. 4–6..